# GJ 1105
GJ 1105 is een rode dwerg met een spectraalklasse van M3.5Ve. De ster bevindt zich 28,87 lichtjaar van de zon.